# Joseph Karl Ambrosch
Joseph Karl Ambrosch, nato Josef Karel Ambrož, (Český Krumlov, 6 maggio 1759 – Berlino, 8 settembre 1833), è stato un tenore e compositore ceco.

## Biografia
Sulla vita giovanile di Ambrosch ci giungono scarse informazione e nessuna propriamente dimostrabile. Tuttavia si sa per certo che studiò musica a Praga sotto la guida di Johann Antonin Kozeluch. Grazie alla sua straordinaria, piacevole e ben addestrata voce, a partire dal 1784, fu attivo come cantante tenore, probabilmente fu membro di una compagnia teatrale, presso diversi teatri d'opera; dapprima cantò ad Bayreuth e successivamente Amburgo e Hannover. Il 18 giugno 1787 Ambrosch si esibì nella parte di Belmonte nel Singspiel mozartiano Il ratto dal serraglio ad Amburgo, dove rimase fino al 1790. A partire dal 1791 per vent'anni cantò principalmente per il Königliche Theater (Teatro Reale) di Berlino, dove debuttò sempre nei panni dei Belmonte. Del suo periodo berlinese si ricordano in particolare nel 1795 le sue partecipazioni nella parte di Tamino in una ripresa del Flauto Magico e nei panni di Pylades (Pilade) in una ripresa in tedesco del Iphigenie auf Tauris,  Nonostante egli avesse ricevuto a partire dal 1811 una pensione, apparve in pubblico come interprete in Singspiele e in concerti fino al 1818. Fu membro della Singakademie dal 1810 al 1817 e fu attivo inoltre come compositore, soprattutto di canti massonici.
| Controllo di autorità | VIAF (EN) 15881468 · ISNI (EN) 0000 0000 2049 3181 · CERL cnp00686642 · GND (DE) 130567043 |